# Domingo Conte
Domingo Conte (Buenos Aires, Argentina; 10 de enero de 1908 - Ibidem; 12 de diciembre de 1998) fue un actor, empresario, músico y cantante de tango argentino. Es sobre todo conocido por ser la voz del himno del Club Atlético River Plate.

## Carrera
A los 11 años abandonó sus estudios primarios y trabajó en una cartonería, con un pago de treinta pesos por mes, donde se mantuvo allí empleado un par de años. El célebre músico Ángel Domingo Riverol lo oyó cantar a dúo con un amigo en las calles de su barrió y les brindó clases de guitarra, y a quien volvió a acompañar en 1928.
Junto a su amigo Pascual Ferrandino, consiguen su primera actuación profesional. Fue en la glorieta situada en San Pedrito y Rivadavia.
En teatro integró la compañía del actor y comediante Juan Dardés con quien estrena algunas obras por tres años. Más adelante actúa en el Teatro Príncipe, de la avenida Cabildo en el barrio de Belgrano y allí recibe la propuesta del dueño del Teatro Nacional, Pascual Carcavallo, que le propone ser el galán cantor de una nueva obra: El poncho del olvido. Posteriormente  actúa en la reposición de El conventillo de La Paloma, que en su primera etapa había contado con la presencia de Libertad Lamarque, alcanzando mil representaciones.
Llevado por Pablo Osvaldo Valle, responsable a cargo de LR3 Radio Belgrano, trabajó en el ciclo radial Chispazos de tradición donde interpretó al Matrero de la Luz y a otros personajes. Tuvo como speaker de sus audiciones a su hermano el locutor y animador Carlos Conte.
Cantor de gran popularidad en las décadas de 1930 y 1940, en 1931 graba dos estribillos con la Orquesta Típica Columbia, dirigida por Alberto Castellanos: el tango Nena y palabras introductorias en la ranchera Pasto verde.
Trabajó en emisoras como Radio Prieto y Radio Argentina donde trabajó en Las tardes de Juan Manuel.
En cine trabajó en películas como Bajo la santa Federación (1934) con Tulia Ciámpoli, Carmen Valdez y Arturo García Buhr. Este fue el debut de Conte en la cinematografía argentina e interpretó el papel de un vendedor que camina por un pasaje que simula ser de San Telmo, con un palo sobre sus hombros y una jaula colgada en cada extremo del mismo. Luego vinieron Pampa y cielo (1938) del cual también puso música; La mujer del zapatero (1941) encabezado por Tino Tori, Herminia Velich y Ada Cornaro; y Academia "El Tango Argentino" (1942) con Elisa Labardén. Fue dirigido por grandes maestros como Julio Irigoyen, Daniel Tinayre y Raúl Gurruchaga.
Junto a su hermano Carlos y un amigo, comienzan a invertir en la adquisición de salas de baile como fue la Enramada, ubicado en avenida Santa Fe 4399. También la sociedad adquirió el salón Bonpland y el más exitoso Palermo Palace, de la calle Godoy Cruz 2750.
En el disco grabó cerca de treinta temas como el de la orquesta de Francisco Canaro en 1932 y bajo sello Odeón. Fue un referente para músicos y cantantes como fue el santafesino Enzo Valentino.En 1955 lo alcanzaría la censura tras el golpe de Estado de Septiembre. A inicios de 1956 abandonaría el país por razones políticas, pasando a integrar las listas negras exiliandose en Montevideo, tras la muerte del dictador Lonardi y la caída del régimen de Aramburu retomaría al país en 1959, reanudando su carrera .
Murió a los 90 años 12 de diciembre de 1998 tras complicaciones en su salud. Sus restos descansan en el panteón de SADAIC del Cementerio de la Chacarita.

## Filmografía
- 1942: Academia "El Tango Argentino".
- 1941: La mujer del zapatero.
- 1938: Pampa y cielo.
- 1934: Bajo la santa Federación.

## Teatro
- El poncho del olvido
- El conventillo de La Paloma
- La muchachada del centro (en reemplazo de Abelardo Farías)
- Caramelos surtidos
- De Gabino a Gardel (1933)

## Canciones
- Nena
- Pasto verde
- Cruz de palo
- El vendedor de Calandrias
- Rosa de amor
- El anillo de oro
- Las vueltas de la vida
- Rencor
- Soy tu esclavo
- Himno del Club Atlético River Plate